# Tres volums

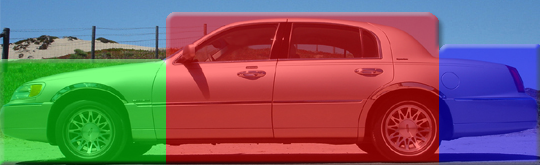
D'esquerra a dreta, els tres volums d'un típic tres volums: motor (verd), habitacle (vermell) i maleter (blau).

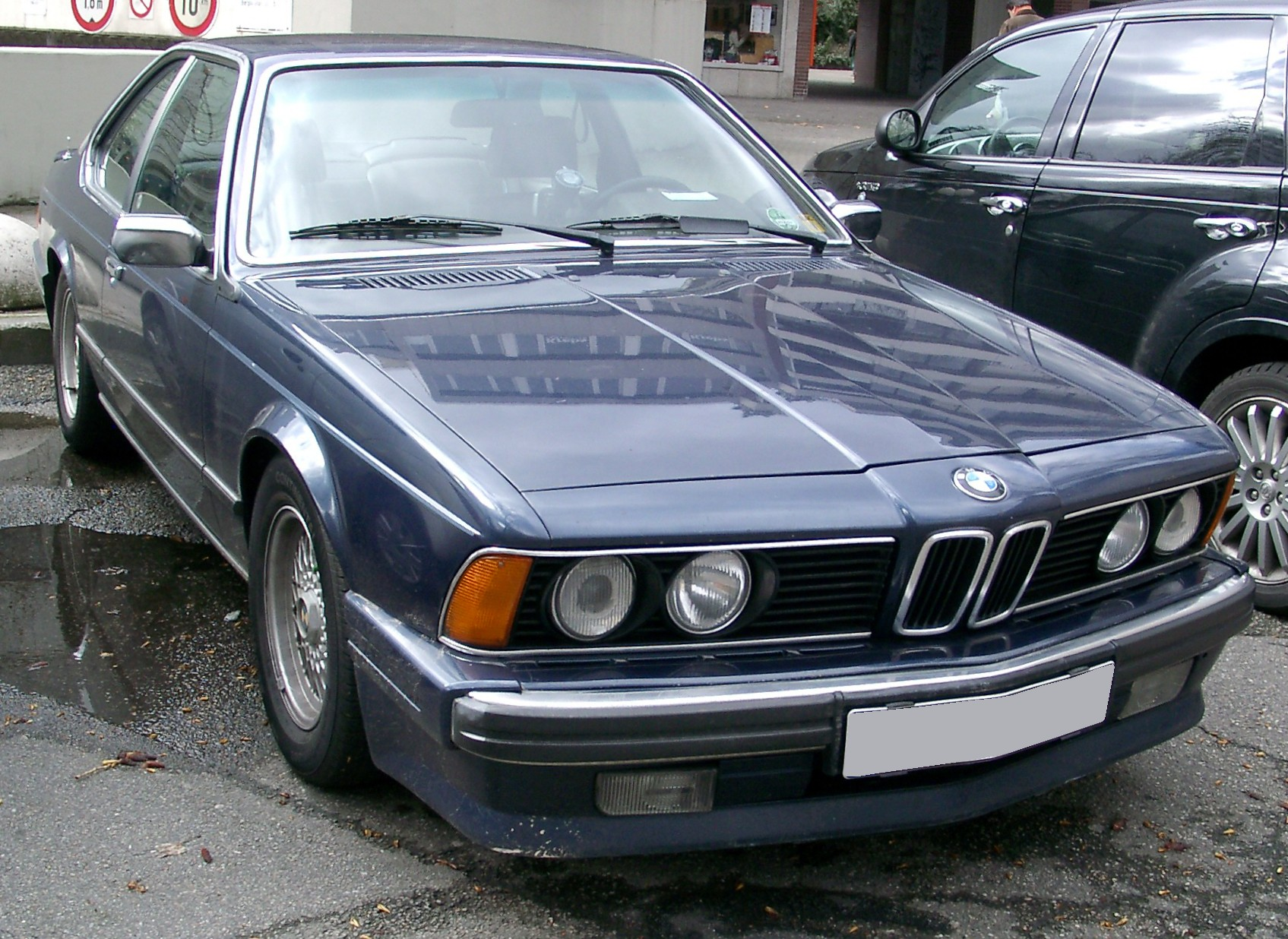
BMW Sèrie 6, un cupè de tres volums.

Un tres volums (en anglès three-box styling) és un tipus d'automòbil en el qual el format de carrosseria té tres volums clarament definits: motor, habitacle i maleter. Pràcticament tots els automòbils amb carrosseria sedan tenen una silueta així, i bona part dels cupès també la tenen. En algunes regions, als cupès tres volums se'ls denomina "sedan de dues portes" en lloc de cupè. Els descapotables també se'ls pot associar amb el concepte de tres volums.
L'habitacle i el maleter d'un tres volums queden clarament marcats quan el vidre posterior és molt vertical i forma angles tancats en les unions amb el sostre i la cua (en general la tapa del maleter). Aquesta característica pot danyar l'aerodinàmica de l'automòbil, quan el corrent d'aire que flueix per sobre del sostre genera turbulències després de la caiguda abrupta. Per aquesta raó, els vidres del darrere dels tres volums s'han tornat cada vegada menys verticals, i la unió amb el sostre i la tapa del maleter s'ha anat fent cada vegada més arrodonida.